# Ernest Frederic al III-lea, Duce de Saxa-Hildburghausen
Ernst Frederic al III-lea Karl, Duce de Saxa-Hildburghausen (10 iunie 1727 – 23 septembrie 1780) a fost Duce de Saxa-Hildburghausen.
El a fost fiul cel mare al lui Ernest Frederic al II-lea, Duce de Saxa-Hildburghausen și a Caroline de Erbach-Fürstenau. I-a succedat tatălui său ca Duce de Saxa-Hildburghausen când avea numai 18 ani, în 1745; mama lui Ducesa Caroline a acționat ca regentă în numele său până când el a ajuns adult, în 1748.
Ernst Frederic a fost considerat inteligent, talentat, și unul dintre cei mai frumoși prinți ai vremii sale. El și-a donat biblioteca orașului. Cheltuielile sale exagerate au atras atenția asupra situației financiare a țării sale. Împăratul Iosif al II-lea a creat o comisie sub conducerea ducesei Charlotte Amalie de Saxa-Meiningen și a prințului Joseph de Saxa-Hildburghausen, unchiul ducelui, pentru a investiga cererile creditorilor și a ajusta veniturile și cheltuielile pentru anul 1769. Situația financiară a țării a fost atât de dezastruoasă încât durata de 35 ani a acestei comisii nu a putut repara situația complet.
La Palatul Hirschholm, la nord de Copenhaga, la 1 octombrie 1749, Ernst Frederick s-a căsătorit prima dată cu Prințesa Louise a Danemarcei, fiica regelui Christian al VI-lea. Ei au avut o fiică:
- Fredericka Sophie Juliane Caroline (n. 5 decembrie 1755, Hildburghausen – d. 10 ianuarie 1756, Hildburghausen).

La Palatul Christiansborg, la Copenhaga, la 20 ianuarie 1757, la cinci luni după decesul primei soții, Ernst Frederick s-a căsătorit a doua oară cu Christiane Sophie Charlotte de Brandenburg-Bayreuth. Ei au avut o fiică:
- Fredericka Sophie Marie Caroline (n. 4 octombrie 1757, Seidingstadt – d. 17 octombrie 1757, Seidingstadt ).

La Bayreuth la 1 iulie 1758, la nouă luni după decesul celei de-a doua soții, Ernst Frederick s-a căsătorit pentru a treia oară cu Ernestine, o fiică a Ducelui Ernst August I de Saxa-Weimar. Ei au avut trei copii:
- Ernestine Frederike Sophie (n. 22 februarie 1760, Hildburghausen – d. 28 octombrie 1776, Coburg), căsătorită la 6 martie 1776 cu Franz Frederick Anton, Duce de Saxa-Coburg-Saalfeld.
- Christine Sophie Caroline (n. 4 decembrie 1761, Hildburghausen – d. 10 ianuarie 1790, Öhringen), căsătorită la 13 martie 1778 cu unchiul ei Eugen de Saxa-Hildeburghausen.
- Frederic, Duce de Saxa-Hildburghausen (n. 29 aprilie 1763, Hildburghausen – d. 29 septembrie 1834, Altenburg).

1. ↑  Find a Grave, accesat în 28 noiembrie 2024